# Castello di Pietracervara
Das Castello di Pietracervara, auch Castello di Grezzo oder Castello di Pancerveria genannt, ist die Ruine einer mittelalterlichen Höhenburg auf einem blanken eisenhaltigen Block am Ceno in den kleinen Siedlung Pietracervara in Grezzo, einem Ortsteil der Gemeinde Bardi in der italienischen Region Emilia-Romagna.

## Geschichte
Im Mittelalter wurde in „Grecio“ ein Hof errichtet, den die Piacentiner 1140 an Gherardo da Cornazzano im Tausch gegen das Castello di Pietragemella abgaben.
1216 verkaufte Lanfranco da Cornazzano alle Rechte an Grezzo an den Markgrafen Guglielmo Pallavicino di Oberto, der sie im selben Jahr an den Grafen Alberico Landi weiterverkaufte.
1268 dienten die Burgen von Bardi, Grezzo, Compiano, Montarsiccio, Pietrocravina, Seno, Gravago und Zavaterello, die alle Ubertino Landi gehörten, dem Grafen mithilfe anderer aus Piacenza Verbannter als Angriffsbasis gegen die Stadt.
1297 verfügte die Stadt Parma, dass die Burg, die nach den Kämpfen gegen die Städte Bologna, Ferrara und Reggio nell’Emilia in Ruinen lag, nicht wiederaufgebaut werden sollte.
1335 wurde die Burg als Eigentum der Granellis und der Lusardis, Verbündete der Viscontis, bezeichnet. In den folgenden Jahrzehnten kauften sie erneut die Grafen Landi und 1412 erhielt Manfredo Landi die Bestätigung seiner Investitur.
In der ersten Hälfte des 16. Jahrhunderts wurde die Burg, die damals schon aufgegeben war, abgerissen, und 1525 schenkte Agostino Landi der Mystikerin Margherita Antoniazzi einen Teil der Bausteine und des Bauholzes aus der Ruine für den Bau des Oratorio della Santissima Annunziata in Caberra di Costageminiana.
Später verfielen die Ruinen der Burgfundamente, die noch 1832 deutlich sichtbar waren, weiter und wurden nach und nach vollständig von der Vegetation überwuchert.

## Beschreibung
Von der alten Burg, die oben auf einem massigen, blanken eisenhaltigen Block am Ceno lag, sind nur noch die Ruinen eines Teils der monumentalen Fundamente erhalten, überwuchert von der umgebenden Vegetation.